# Gundinci
Gundinci su općina u Hrvatskoj. Nalazi se u Brodsko-posavskoj županiji.

## Zemljopis
Općina Gundinci locirana je u krajnjem istočnom djelu Brodsko-posavske županije. Općina Gundinci graniči unutar Brodsko-posavske županije s dvije jedinice lokalne samouprave i to: Općina Velika Kopanica na zapadu i Općina Sikirevci na jugu. Sjeverna i istočna granica Općine Gundinci ujedno je i županijska granica prema Osječko-baranjskoj županiji i Vukovarsko-srijemskoj županiji. 

## Stanovništvo
Po popisu stanovništva iz 2011. godine, općina Gundinci imala je 2027 stanovnika, raspoređenih u jednom naselju – Gundincima.

## Spomenici i znamenitosti
- Spomenik žrtvama stradanja u NOB-u
- Spomenik poginulim borcima NOR-a
- Križ poginulim braniteljima u Domovinskom ratu
- Spomenik hrvatskim braniteljima

## Obrazovanje
- Osnovna škola "August Šenoa"

## Kultura
- Kulturno umjetničko društvo "Vesela Šokadija"

## Šport
- NK Gundinci

## Vanjske poveznice
- Službene internetske stranice